# Jaguar XJR-8
El XJR-8 fue un auto de carrera construido por Jaguar para hacer campaña en el Campeonato del Mundo de Autos Deportivos y en Le Mans como parte del Grupo C. Fue utilizado durante la temporada de 1987.

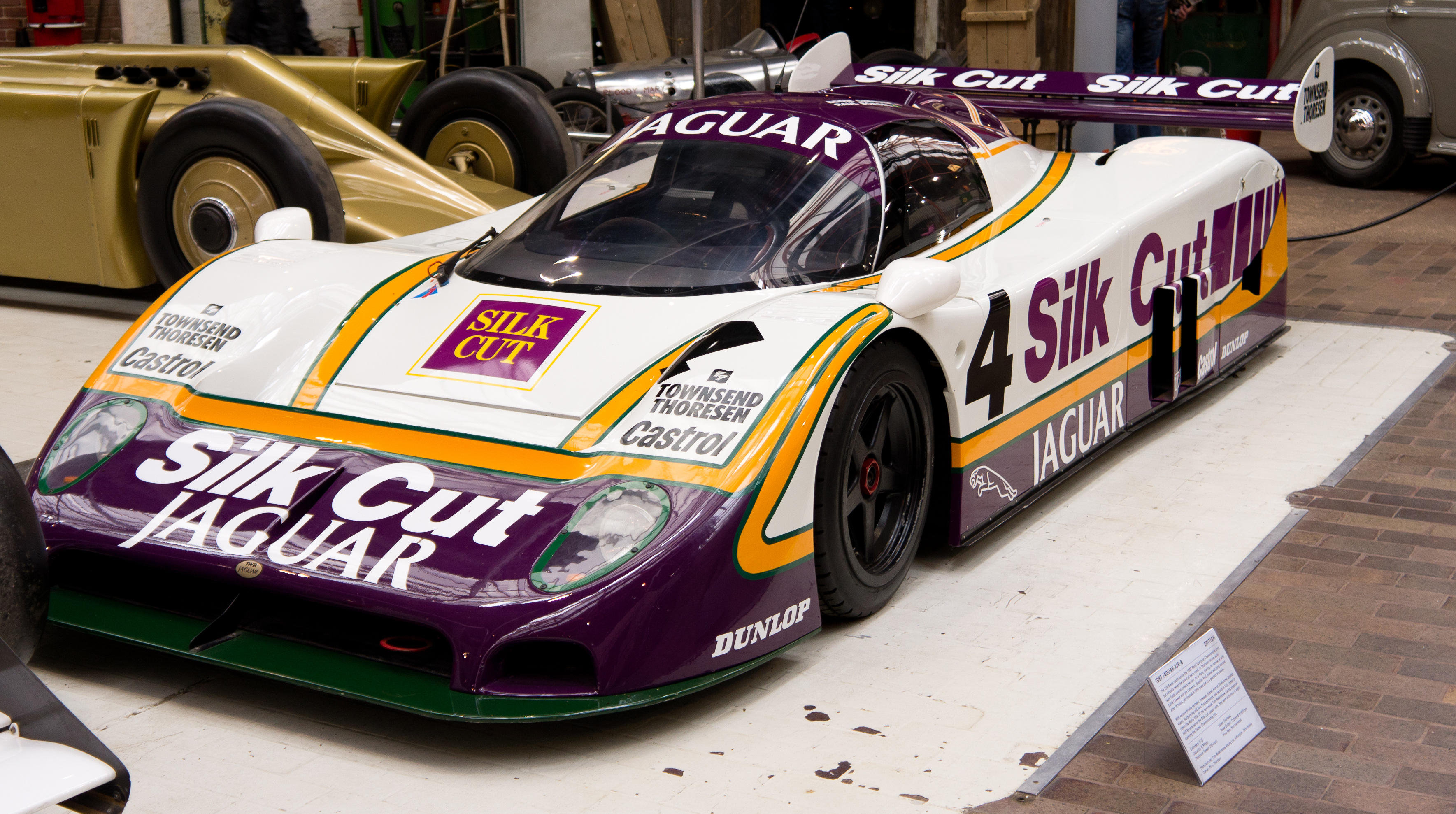
Jaguar XJR-8 de 1987 en Beaulieu Motor Museum

## Historia
En la década de 1980, el experto en carreras Tom Walkinshaw y el diseñador Tony Southgate, con el apoyo de la compañía Jaguar y un patrocinador, Silk Cut, diseñaron un automóvil basado en el Jaguar V12 para competir en la clase Le Mans Grupo C de rendimiento ultraalto en el Campeonato IMSA GT con sede en América del Norte, en competencia con Porsche y Mercedes. En total, se realizaron sesenta y cuatro cambios en el XJR-6 para crear el XJR-8. Se produjeron seis autos (tres más tres XJR-6 convertidos).

## Rendimiento

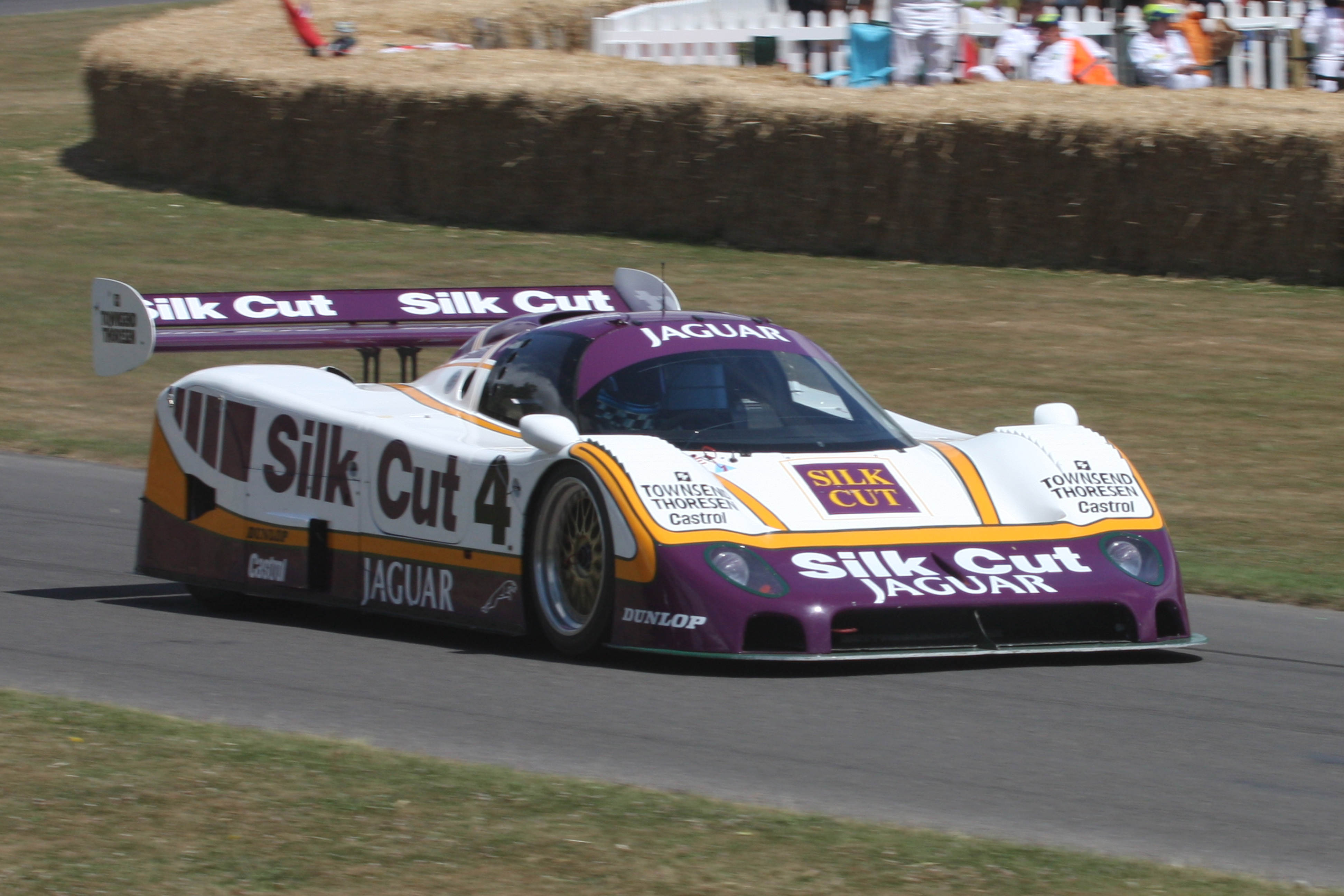
Jaguar XJR-8 en el Goodwood Festival of Speed 2009

El XJR-8 fue similar a la mayoría de los modelos de competición XJR anteriores con una excepción, el motor. Aunque era lo que la gente creía que era un Jaguar V12 estándar, el desplazamiento se incrementó a 7 litros y los caballos de potencia aumentaron hasta 720. La velocidad máxima se registró una vez a más de 220 millas por hora (354 km/h) en la recta más larga en el Circuito de la Sarthe. Su sonido de escape de tono más alto lo distinguió del rugido tipo león de Porsche. Apareció por primera vez en el Campeonato del mundo de autos deportivos de 1987. El XJR-8 ganó en Silverstone, Nurburgring y Spa Francorchamps, además de obtener el segundo lugar en Fuji. Jaguar ganó tanto el título del piloto como el campeonato general (8 victorias totales en 10 carreras) con Porsche y su citado 962 terminando en segundo lugar. Se prepararon tres autos para la competencia en el Le Mans internacional, cada uno con una configuración de bajo arrastre. Dos de los tres autos no pudieron terminar. El auto sobreviviente, que se ubicó en el segundo lugar en un momento después de 18 horas de carrera, experimentó problemas con la caja de cambios y terminó quinto.
El XJR-8 corrió durante un año, en 1987. En su único año de carreras, ganó el título de  "Automóvil de Carreras del Año" de Autosport. Su diseño fue evolucionado para producir año siguiente el XJR-9, que fue idéntico a su predecesor. Uno de los vehículos supervivientes está en exhibición en el Museo del Motor de Beaulieu.